# 圣卡洛斯 (加利福尼亚州)
圣卡洛斯（英語：San Carlos），是美国加利福尼亚州圣马特奥县下属的一个城市。于1925年7月8日建市。城市面积约为14.3平方公里，根据2010年美国人口普查，该市有人口28,406人。
聖馬刁縣立圖書館经营圣卡洛斯图书馆。